# Tito Puente
Tito Puente, Senior, (pravim imenom Ernesto Antonio Puente, Junior,Spanish Harlem, New York, 20. travnja 1923. -  New York, 31. svibnja 2000.,) bio je utjecajni američko-portorikanski jazz i mambo glazbenik. Od instrumenata je svirao udaraljke (prvenstveno timbales i vibrafon), a bio je i kapelmeister, skladatelj i aranžer. Roditelji su vodili podrijetlo s Puerto Rica. Tito Puente je naročito poznat za svoje mambo-
är särskilt känd för sina mambo- salsa- i cha-cha-cha-skladbe. Bio je vođa mambo-orkestra The Puentes Salsa Orchestra.
Tito Puente se pojavljuje kao lik u dvije epizode crtane TV serije Simpsoni a i u filmu Kraljevi mamba.

## Diskografija
Puente je objavio preko 100 albuma, koji su prodani u milijunskim tiražima a neki od poznatijih su:
- El Rey del Timbal 1949. – 1951. (1991.)
- Cuando suenan los Tambores (1992.)
- The King of the Cha-Cha Mambo (1995.)
- The Best of Tito Puente (1997.)
- Tito Puente - 50 Years of Swing (1997.)